# Мугабе, Роберт
Ро́берт Габриэ́ль Муга́бе (шона Robert Gabriel Mugabe [muɡaɓe], англ. Robert Gabriel Mugabe [muːˈɡɑːbiː]; 21 февраля 1924, Кутаме, близ Солсбери — 6 сентября 2019, Сингапур) — зимбабвийский государственный и политический деятель, президент Зимбабве с 1987 по 2017 годы.
Премьер-министр Зимбабве с 18 апреля 1980 года по 31 декабря 1987 года, президент Зимбабве с 31 декабря 1987 года по 21 ноября 2017 года, председатель правящей партии Зимбабве ЗАНУ-ПФ с 18 марта 1975 года по 19 ноября 2017 года. С 30 января 2015 года по 30 января 2016 года возглавлял Африканский союз.
Вероисповедание — католик. Учился в иезуитской школе. По образованию учитель (степень бакалавра). Основатель левонационалистического (маоистского) партизанского движения Зимбабвийский африканский национальный союз (ЗАНУ) (1963).
После прихода к власти установил однопартийный режим. Известен гонениями на белых фермеров (2001) и критическими высказываниями в адрес США. В политике заявлял приверженность социализму через отказ от рыночной экономики по программе МВФ, выступал сторонником национализации промышленности и концепции «жёстких цен» на жизненно необходимые товары.
Мугабе критиковался как внутренней оппозицией, так и на международном уровне по обвинениям в нарушении прав человека, коррупции, провальной экономической политике и чёрном расизме. Распространена его характеристика как диктатора.
С 24 июля 2014 года, после отставки президента Израиля Шимона Переса, и до 21 ноября 2017 года, вплоть до своей отставки являлся самым пожилым действующим главой государства на планете, с небольшим перерывом с 13 октября по 1 декабря 2016 года, когда титул самого пожилого действующего главы государства занимал регент Таиланда — Прем Тинсуланон.
В ноябре 2017 года в результате военного переворота фактически отстранён от власти и помещён под домашний арест, 21 ноября покинул пост президента.

## Ранние годы
Роберт Мугабе родился 21 февраля 1924 года в семье крестьянина племени зезуру народности шона в селении Кутаме, в то время британской самоуправляемой территории Южная Родезия, где у власти находилось правительство белого меньшинства. Он принадлежал к народности шона, этническому большинству страны.

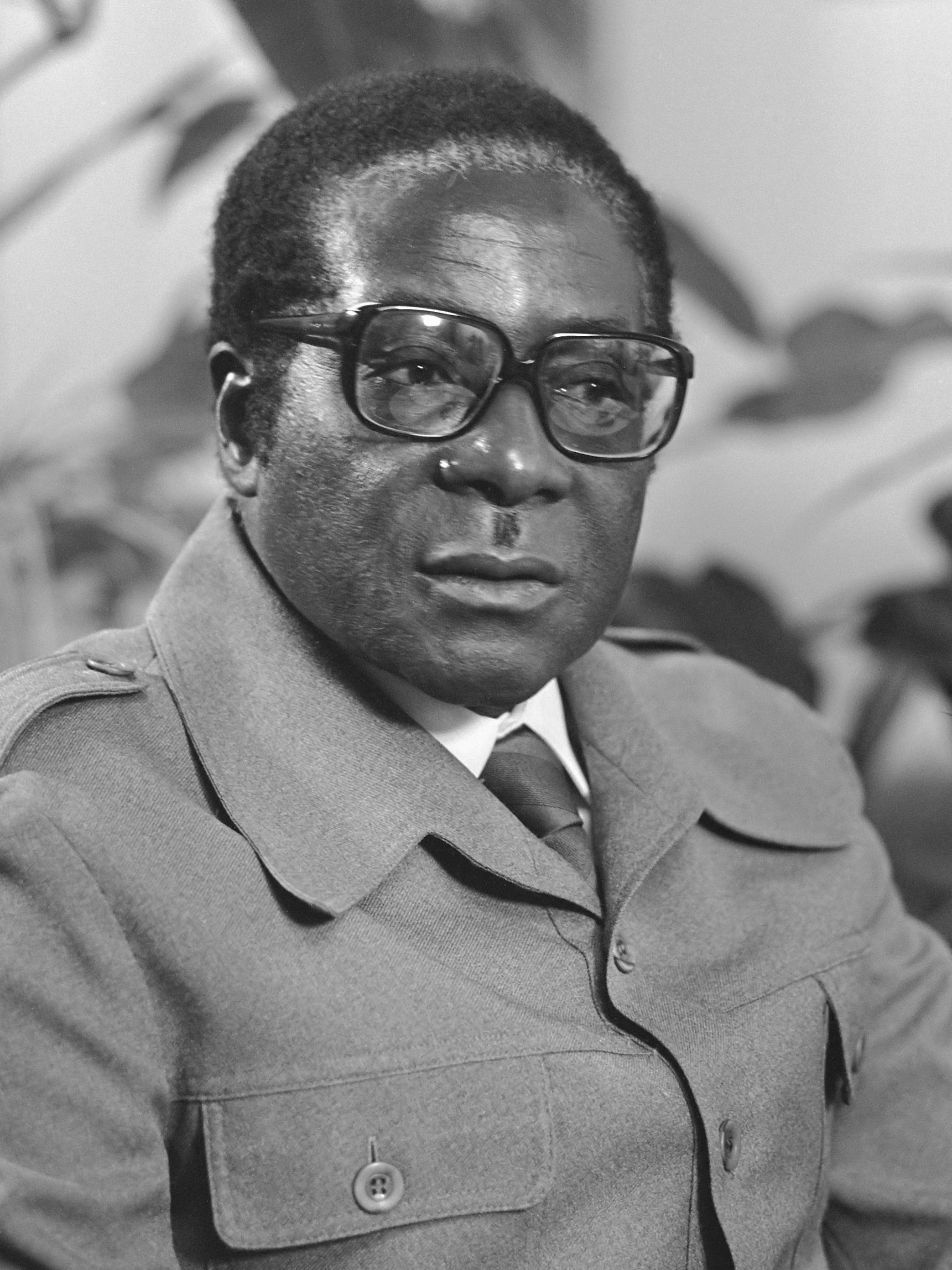
Роберт Мугабе в 1979 году

После окончания миссионерской школы, основанной Гарфилдом Тоддом (будущим премьер-министром Южной Родезии), работал учителем младших классов. Поступил в университет Форт-Хэр в ЮАР, но не окончил его, уйдя из университета в 1954 году (однако в 1951 году получил степень бакалавра искусств). Позднее заочно окончил Лондонский университет (получив степень бакалавра экономики в 1958 году, позднее — степень магистра права), затем занимался преподавательской деятельностью в Южной Родезии, Ньясаленде, потом с 1956 по 1960 год в Гане. Вернувшись на родину, вступил в Национально-демократическую партию (работал секретарём по информации и печати партии), переименованную после её запрещения в 1961 году в Союз африканского народа Зимбабве (ЗАПУ), затем стал одним из основателей Африканского национального союза Зимбабве (ЗАНУ) и в 1963 году стал генеральным секретарём этой партии. С 1964 по 1974 год находился в заключении. В тюрьме получил (заочно) степень бакалавра управления и бакалавра права Лондонского университета (UL). Лидер партии в ходе войны в Южной Родезии: в 1976 году добился отстранения от руководства ЗАНУ Ндабанинги Ситоле и стал вождём партии.

## Независимость Зимбабве
В начале 1980 года, после того как партизаны сдали оружие и были демобилизованы, в стране началась предвыборная кампания. Кандидаты от ЗАНУ и ЗАПУ баллотировались по разным спискам. Правительства Великобритании и ЮАР ожидали победы Нкомо, лидера ЗАПУ, и были поражены успехом Мугабе, который одержал победу на волне своей популярности. По результатам выборов ЗАНУ получил 63 % голосов и 57 из 80 «африканских» мест в парламенте, ЗАПУ — 20 мест и Национальный африканский совет Музоревы — 3 места. Было сформировано правительство во главе с Робертом Мугабе, и 18 апреля 1980 года Зимбабве было провозглашено независимым государством.
Первоначально Мугабе сделал примирительные жесты в адрес белой общины. Он встретился с Яном Смитом и пообещал мирное сотрудничество. К удивлению и недовольству многих сподвижников, новый премьер оставил на прежних постах ведущих родезийских силовиков, в том числе главнокомандующего армией Питера Уоллса (кратковременно до конфликта) и директора разведки полковника Кена Флауэра (длительно).

## Премьер-министр

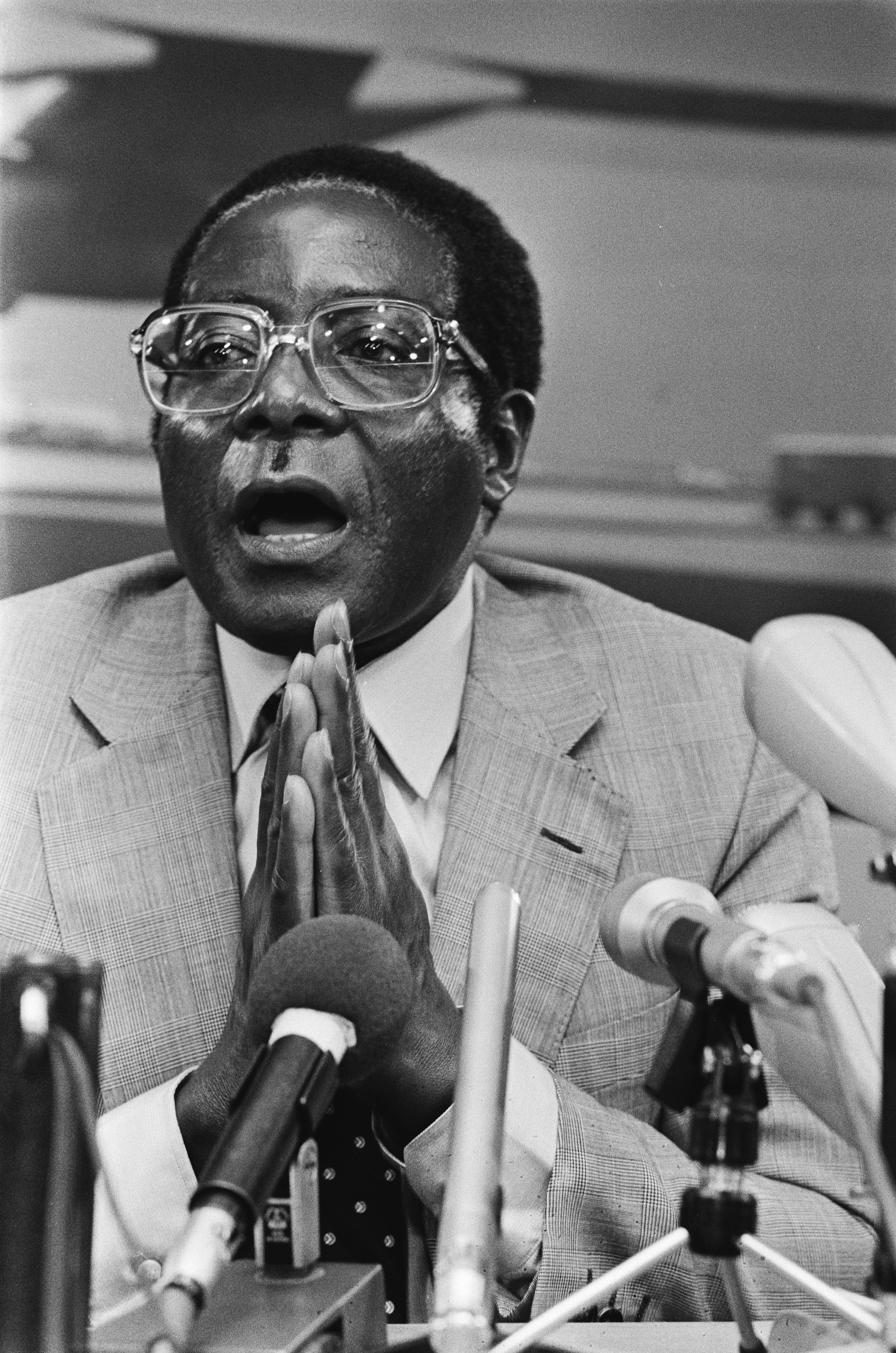
Мугабе в должности премьер-министра

### Установление однопартийной системы

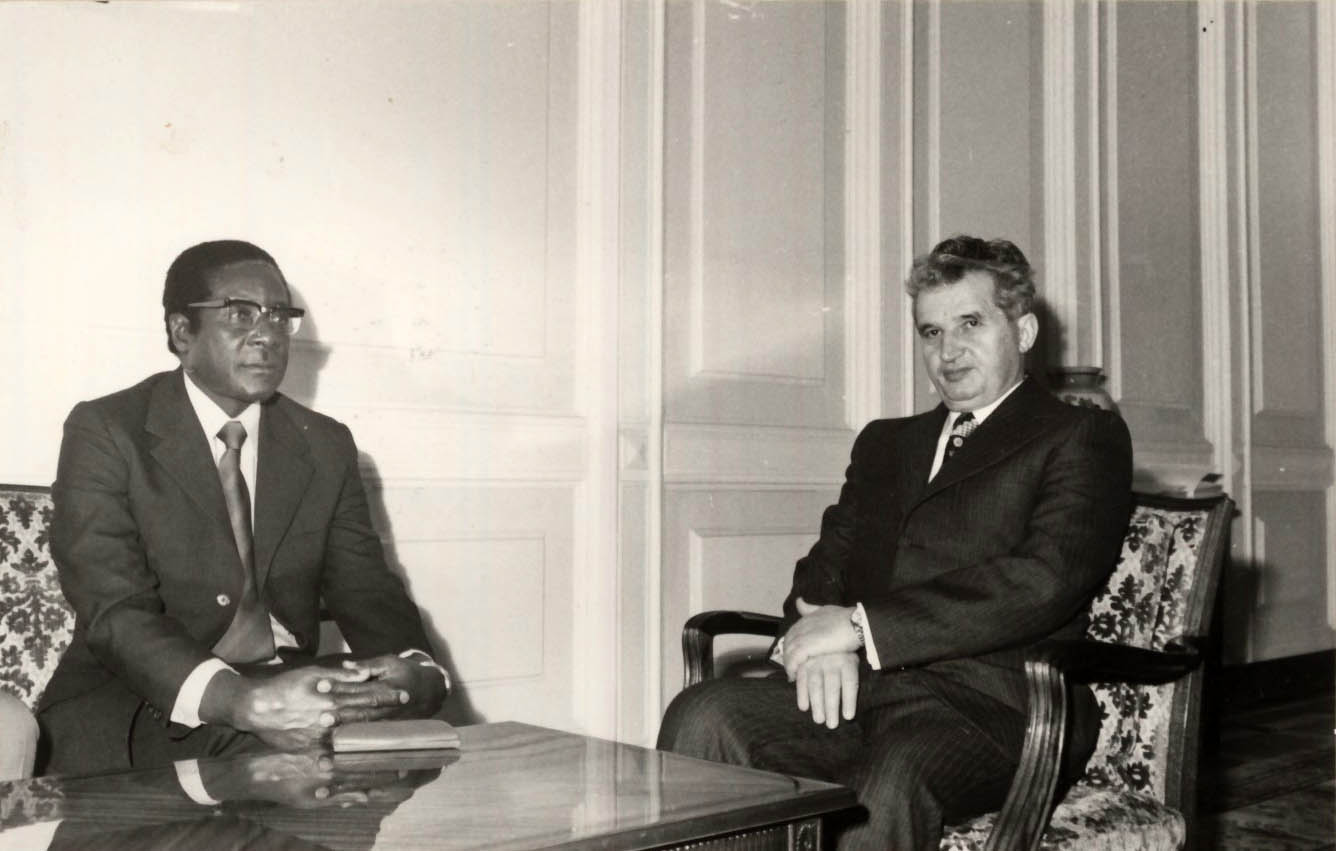
Мугабе и Николае Чаушеску в 1976 году

Придя к власти, Мугабе заключил соглашение с президентом КНДР Ким Ир Сеном о военном сотрудничестве. 150 отборных инструкторов подготовили личный спецназ Мугабе — 5-ю парашютную бригаду. Когда Мугабе занял пост премьер-министра в 1980 году, он предложил своему союзнику по борьбе лидеру партии ЗАПУ Джошуа Нкомо на выбор любую должность в правительстве, и Нкомо занял пост министра внутренних дел. Вскоре в отношениях между двумя партиями возникла напряжённость. Мугабе действовал быстро. Он обвинил Нкомо в заговоре с целью захвата власти, и тому пришлось срочно бежать из страны. Сторонники Нкомо (в основном представители народности матабеле, на них опирался Нкомо) подняли восстание. На подавление мятежа Мугабе бросил 5-ю бригаду. Операция получила лирическое название «Гукурахунди» — «ранний дождь, смывающий мякину перед весенними ливнями». Бригада прошла по провинции Матабелелэнд, убив, по разным оценкам, от 50 до 100 тысяч мирных жителей. Впоследствии Мугабе помиловал Нкомо и даже разрешил ему вернуться в страну, но при одном условии: партия ЗАПУ должна была слиться с правящей ЗАНУ. Таким образом, Зимбабве превратилось в однопартийное государство.

## Президент

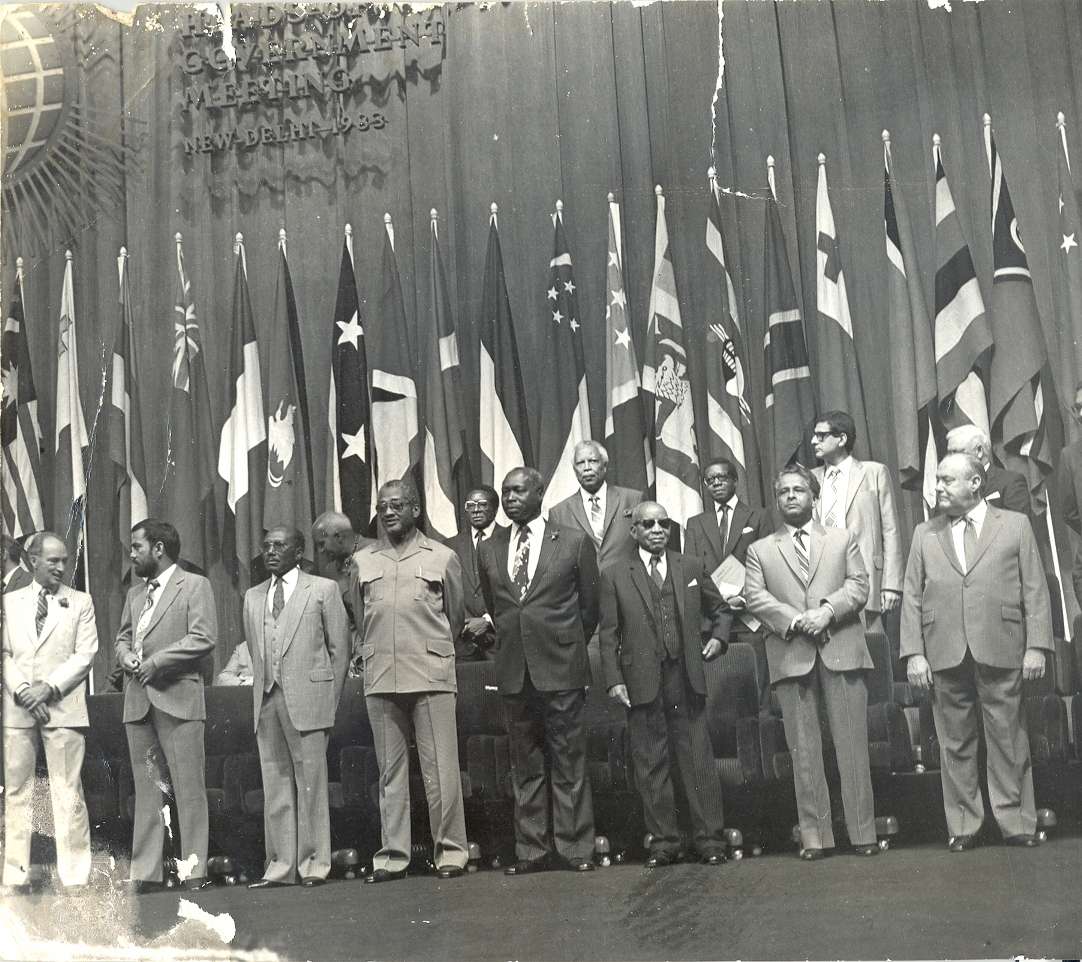
Мугабе на встрече глав государств Содружества Наций в Нью-Дели в 1983 году

В 1987 году Мугабе изменил конституцию — он упразднил пост премьер-министра, а себя назначил президентом страны.
В 1991 году президент Эфиопии Менгисту Хайле Мариам после упорной 17-летней гражданской войны бежал из страны в Зимбабве, где президент Роберт Мугабе, будучи его другом, предоставил ему убежище и отказался выдать новым властям Эфиопии. Менгисту Хайле Мариам и члены его семьи получили паспорта Зимбабве, не являясь гражданами страны.
В 1998 году президент объявил о новом проекте Конституции, который среди прочего давал бы возможность изъятия земли у фермеров без всякого выкупа. В состоявшемся в феврале 2000 года плебисците 54,6 % голосовавших отвергли проект Конституции.

### Вторая конголезская война
В 1998 году в Демократической Республике Конго началась очередная гражданская война. Против правительства Лорана Кабилы подняли мятеж его бывшие союзники из числа народности тутси. В конфликт были вовлечены 8 африканских народов и около 25 вооружённых группировок. Роберт Мугабе пришёл на помощь Кабиле.

### «Чёрный передел»
В начале 2000 года Зимбабвийская ассоциация ветеранов национально-освободительной войны (ZNLWVA) во главе с Ченджераи Хунзви выступила с предупреждением о «кровавой бойне», если имущественные претензии членов Ассоциации к белым фермерам не будут удовлетворены. Вскоре начались массовые захваты ферм, принадлежащих белым владельцам. В феврале 2000 года африканцы захватили несколько ферм белых — как потом выяснилось, по призыву правящей партии. Когда суд признал захват незаконным, Мугабе выступил с речью, в которой назвал белых фермеров «врагами государства». Он призвал народ к восстановлению исторической справедливости, пообещав наделить землёй 1 млн человек.
Для осуществления этой программы правительство Роберта Мугабе под предлогом земельной реформы санкционировало так называемый «чёрный передел», то есть реквизицию 3041 фермы белых площадью в 5 млн га для обустройства более 500 тыс. безземельных крестьян и ветеранов войны 1970-х годов. После захвата ферм к маю 2002 года потеряли работу 835 тыс. наёмных сельскохозяйственных рабочих (вместе с членами семей), в городах закрылись многие предприятия. Произошло резкое падение производства во всей промышленности, особенно в горнодобывающей и в тех отраслях обрабатывающей, которые прямо связаны с переработкой сельскохозяйственной продукции и минерального сырья. В 2001 году спад в обрабатывающей промышленности составил 10,1 % (производство табачных изделий и пива упало на 32,2 %, текстиля и пряжи — на 18,1 %, сахара — на 4,8 %).
Летом 2002 года Мугабе приступил к заключительному этапу «земельной реформы». В августе он распорядился, чтобы 4000 белых фермеров, снабжавших страну необходимым продовольствием, срочно покинули её, в противном случае им грозят два года тюрьмы и высылка из страны. К октябрю того же года 90 % белых фермеров в страхе за свою жизнь бежали из страны. МВФ приостановил финансовую поддержку Зимбабве, а Евросоюз ввёл санкции против правительства Мугабе.
Отказ Хараре подчиниться требованиям Лондона приостановить реформы стал главной причиной резкого снижения инвестиций, кредитов и донорской помощи со стороны западного сообщества. В этих условиях зимбабвийское руководство начало активные поиски новых партнёров. В ходе аграрной реформы Мугабе привёл свою страну к острейшему экономическому кризису.
По соглашениям 1979 года земельный вопрос блокировался на 10 лет, а финансирование перераспределения земель брала на себя Великобритания. Между 1980 и 2000 годами Британия выделила в общей сложности 44 млн фунтов, чтобы правительство Зимбабве могло выкупить земли для проектов переселения.
В 1997 году новое британское правительство во главе с Тони Блэром в одностороннем порядке прекратило финансирование Земельной реформы в Зимбабве, обвинив его правительство в том, что деньги используются на покупку земли для членов правящей элиты, а не для безземельных крестьян. Кроме того, правящая Лейбористская партия заявила, что не чувствует никаких обязательств по отношению к белым зимбабвийцам, а министр Клэр Шорт написала в письме своему зимбабвийскому коллеге: «Я должна дать понять, что мы не принимаем того факта, что Великобритания несёт особую ответственность, чтобы покрывать расходы на покупку земли в Зимбабве. Мы новое правительство из разных слоёв общества, и не принимаем ссылок на бывшие колониальные интересы. Моё собственное происхождение ирландское и, как вы знаете, мы не колонизировали колонизаторов».
Таким образом, после 20 лет «цивилизованной» земельной реформы к 2000 году у правительства Мугабе не оставалось пространства для манёвра и, оказавшись зажатым нарастающим давлением со стороны народа, Мугабе пошёл на внеправовые, революционные шаги.
«Чёрный передел» вызвал волну критики и привёл к санкциям против Зимбабве. В то же время сообщения о результатах насильственного захвата земли остаются противоречивыми. На фоне негативных заключений выделяется доклад Института исследований в области развития Университета Сассекса от 2010 года, где результаты реформы оцениваются весьма положительно. В том же году вышла книга содиректора этого института профессора Яна Скуунса «Земельная реформа Зимбабве: мифы и реалии», в котором результаты земельной реформы также получили положительную оценку.

### Санкции против Зимбабве
Евросоюз оказывает политическое давление на правительство страны. Общее количество зимбабвийских чиновников, не имеющих права въезда на территорию ЕС, достигло 200 человек. У 40 компаний активы на территории Евросоюза были заморожены.

### Экономический кризис
Помимо «чёрного передела» правительство Роберта Мугабе ввело закон, согласно которому иностранные компании в стране должны находиться под контролем чернокожих граждан, что резко сократило приток иностранных инвестиций в государство и больно ударило по экономике Зимбабве.
Пытаясь с помощью военной силы контролировать экономику, Роберт Мугабе лишь ухудшил тяжёлую экономическую ситуацию в стране. Согласно докладу Международной кризисной группы (Брюссель) от 2007 года, до 10 млн чел. из 12 млн населения Зимбабве проживают за чертой бедности, а около 3 млн чел. бежали в соседние страны. Из-за нехватки топлива, продовольствия и иностранной валюты две трети трудоспособного населения оказались без работы; безработица достигла 80—85 %. Попытка президента победить гиперинфляцию в стране путём замораживания цен, предпринятая в июне того же года, провалилась. Гиперинфляция в Зимбабве привела к тому, что один американский доллар стал стоить 25 млн зимбабвийских долларов.
К началу 2008 года инфляция в Зимбабве стала самой быстрой в мире — 100 580 %. В январе 2008 года правительство Зимбабве выпустило новую банкноту достоинством в 10 млн зимбабвийских долларов, но справиться с экономическим кризисом правительству не удалось: к середине года инфляция составила 4 000 000 %. По данным Всемирного банка, за последние 20 лет ВВП Зимбабве сократился почти в три раза, внешний долг приблизился к 150 % ВВП. На январь 2009 года инфляция достигла 321 000 000 %, абсолютный мировой рекорд, была введена в обращение купюра достоинством 100 трлн зимбабвийских долларов, а через короткий промежуток времени правительство пошло на долларизацию экономики, точнее, власти разрешили использовать любые иностранные валюты. Фактически зимбабвийский доллар был выведен из оборота, так как граждане просто перестали пользоваться национальными деньгами, предпочитая американские доллары, южноафриканские ранды и ботсванские пулы. Этим шагом правительство Мугабе сумело остановить чудовищную гиперинфляцию, сбить её до 10 % в год (2009). Уже в 2009 году экономика Зимбабве пошла вверх. В 2010 и 2011 рост составил более 9 %, а в 2012 из-за неурожая и падения цен на алмазы — 5,5 %. Тем не менее, по мнению аналитиков ЦРУ, структурные недостатки экономики продолжают тормозить рост.
28 мая 2016 года во втором по величине городе страны Булавайо состоялась многотысячная акция протеста оппозиции с призывом Мугабе уйти в отставку в связи с экономическим кризисом, коррупцией и нарушением прав человека в стране.

### Кампания по ликвидации трущоб
С июня 2005 в Зимбабве с целью реорганизации жилищного строительства правительство начало кампанию по ликвидации трущоб. За один год правительство снесло дома сотен тысяч человек, живших в трущобах. В результате реформы за один год без крова остались около 200 тыс. чел., к 2007 году эта цифра возросла до 2,5 млн чел. Оппоненты посчитали, что таким образом Мугабе отомстил гражданам, поддержавшим на выборах оппозицию. В июле ООН потребовала от правительства страны немедленно прекратить антигуманную кампанию, лишившую большое число граждан жилья и медицинского обслуживания. Правительство Зимбабве объявило о временном прекращении жилищной кампании.

### Критика и оппозиция
В начале декабря 2007 года, после конференции ЕС и стран Африки, Мугабе жёстко прореагировал на «демагогические и неоколониальные», с его точки зрения, претензии[какие?] немецкого канцлера Ангелы Меркель, назвав её расисткой и нацисткой. За время его правления Зимбабвийский доллар официально прекратил своё существование. Жители страны расплачиваются долларами США, евро или валютами соседних государств с более стабильными экономиками.
Внутри страны жёстким критиком президента Мугабе выступал его двоюродный брат, видный деятель национально-освободительной борьбы Джеймс Чикерема. Политическая оппозиция консолидировалась в Движении за демократические перемены Моргана Цвангираи и вокруг племенного вождя ндебеле Кайисы Ндивени. Резко критиковали Мугабе такие деятели родезийских времён, как Ян Смит во главе партии Консервативный альянс Зимбабве и Абель Музорева. Все они обличали авторитаризм, коррупцию, «чёрный передел».
В 1995 году радикальные противники президента Мугабе, ориентированные на Ндабанинги Ситоле сформировала на территории соседнего Мозамбика повстанческую организацию Chimwenje. Эта группировка поставила целью вооружённое свержение Мугабе. Поддержку Chimwenje оказывала мозамбикская оппозиционная партия РЕНАМО. Однако в 1996 Chimwenje была разгромлена зимбабвийскими и мозамбикскими силами безопасности. Её лидеры, а также Ситоле предстали перед судом и получили обвинительные приговоры.

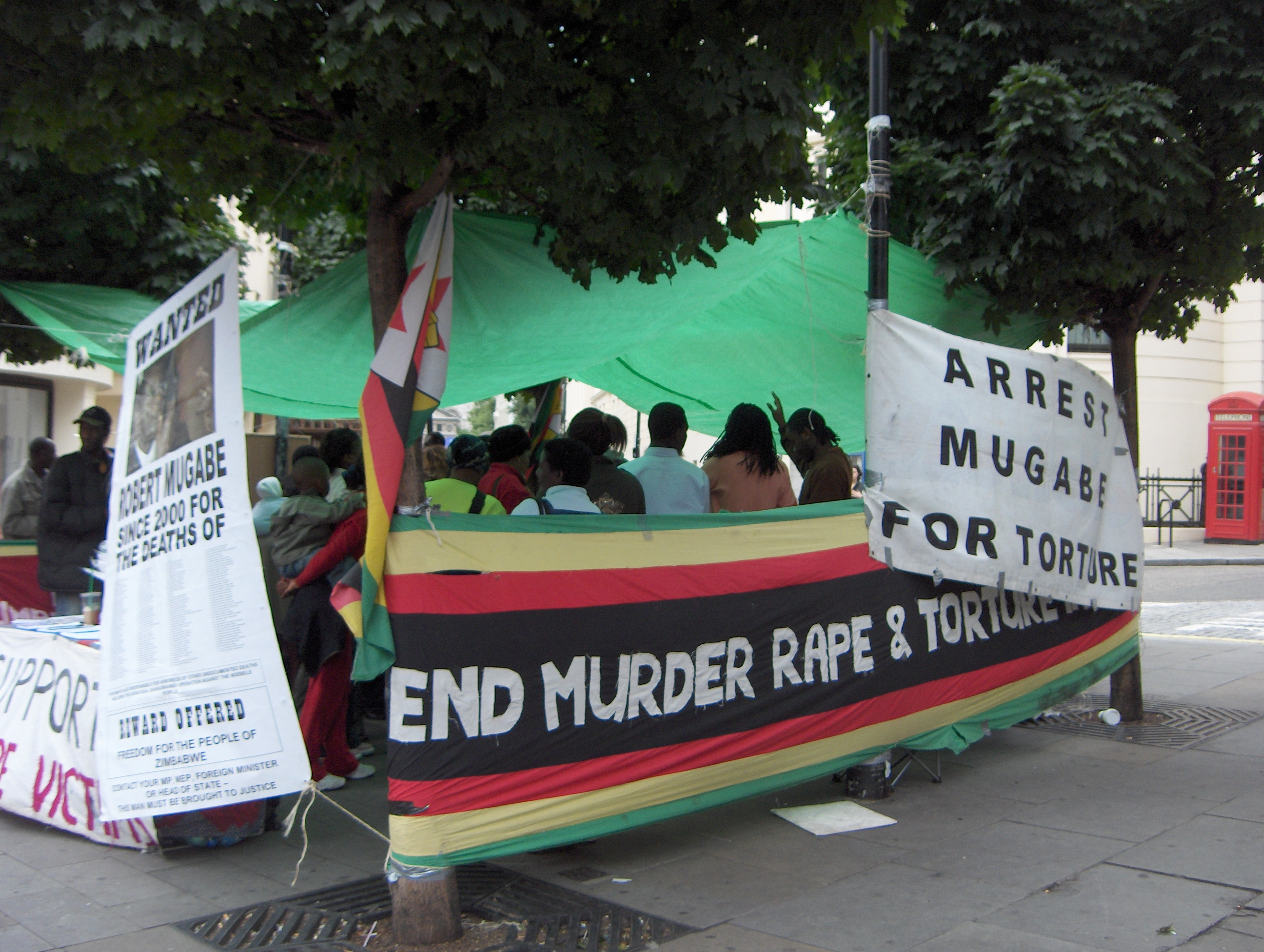
Демонстрация протеста против Мугабе. 2006 г.

### Президентские выборы 2008 года
1 ноября Роберт Мугабе подписал закон о внесении поправок в конституцию, который позволяет ему выбрать преемника, если он решит уйти до окончания своего президентского срока. Выбранного им преемника должен затем утвердить парламент, где господствует его партия. Поправки к конституции позволяли также провести одновременно парламентские и президентские выборы.
В условиях тяжёлого экономического кризиса Мугабе решил идти на пост президента в шестой раз. Власти настояли на изменении процедуры голосования, разрешив присутствие на участках полицейских. Западные наблюдатели были лишены возможности присутствовать при голосовании. Предвыборная риторика Мугабе была обращена в основном против Запада, который, по его мнению, спит и видит, как бы вернуть его родину к колониальному состоянию:
Мой народ — мой пулемёт! Зимбабве больше никогда не станет колонией!
Ещё до президентских выборов оппозиция обвинила лично президента Роберта Мугабе в намерении подтасовать итоги предстоящих президентских выборов. Выяснилось, что количество бюллетеней, выпущенных правительством, на 3 млн больше числа зарегистрированных избирателей, что обеспечивало президенту победу при любом исходе голосования. Основной соперник на выборах Морган Цвангираи призвал избирателей после голосования не покидать избирательных участков, чтобы предотвратить возможную фальсификацию. Перед выборами Мугабе пригрозил оппозиции, что будет нещадно подавлять любые акции протеста, если оппозиционеры начнут их после президентских выборов:
Только посмейте попытаться. Мы шутить не будем.
30 марта в Зимбабве состоялись президентские и парламентские выборы. Оппозиция заявила о своей победе. Роберт Мугабе высказался о заявлениях своих политических противников так:
Кто-то уже объявил о своей победе и о том, что мы проиграли. Ну что ж, в 1980, 1985, 1990-м тоже так было. Нам не привыкать к обману.
27 июня 2008 года состоялся второй тур президентских выборов. Несмотря на заявления Цвангираи о снятии своей кандидатуры, выборы объявлены состоявшимися. За Роберта Мугабе проголосовали 85,5 % избирателей и 29 июня 2008 года он в пятый раз вступил в должность Президента Зимбабве.

### Соглашение 11 сентября 2008 года
11 сентября 2008 года, при посредничестве президента Южной Африки Табо Мбеки, было подписано историческое соглашение о разделении полномочий между властью и оппозицией. Президентом страны останется Роберт Мугабе, а премьер-министром станет лидер оппозиции Морган Цвангираи. В парламенте оппозиция будет иметь на одного депутата больше, чем правящая партия ЗАНУ-ПФ.

### Президентскиеипарламентские выборы 2013 года
2 июня 2013 года Роберт Мугабе заявил о том, что согласен назначить дату президентских выборов, подчинившись постановлению Конституционного суда от 31 мая, в котором выражается недовольство тем, что президент тянет с назначением даты. Между тем, выборы должны пройти не позже роспуска парламента, у которого 29 июня заканчивается пятилетний срок. Мугабе отметил, что его политические противники из партии Моргана Цвангираи «Движение за демократические изменения» — выступают за то, чтобы отложить выборы, «потому что хотят дольше оставаться у власти». Однако Морган Цвангираи заявил, что готов к «честным и свободным» выборам и ничего не имеет против того, чтобы они прошли в ближайшее время. В конце марта в Зимбабве была принята новая конституция. В числе прочих изменений в основной закон страны были внесены поправки, согласно которым президент не может занимать свой пост дольше двух пятилетних сроков подряд. Однако поскольку изменения не имеют обратной силы, Мугабе в случае победы на выборах сможет оставаться у власти ещё как минимум пять лет. Позднее Мугабе назначил дату выборов.
28 июля в Зимбабве состоялись президентские выборы, на которых основным претендентом на пост главы страны был лидер «Африканского национального союза Зимбабве — Патриотический фронт» (ZANU-PF) действующий президент 89-летний Роберт Мугабе.
2 августа партия «Африканский национальный союз Зимбабве — Патриотический фронт» получила 142 из 210 мест. Таким образом, число сторонников Мугабе в парламенте является достаточным для внесения поправок в конституцию страны. Две основных группы наблюдателей, в частности наблюдатели от Африканского союза, констатировали о том, что выборы прошли «честно и мирно». При этом одна из местных групп заявила, что результаты голосования были «значительно скорректированы», а премьер-министр Морган Цвангираи — назвал выборы «гигантским фарсом».
3 августа Роберт Мугабе был назван победителем президентских выборов. Согласно подсчётам избирательной комиссии Зимбабве, за Мугабе проголосовал 61 процент избирателей, в то время как Моргана Цвангираи поддержали 34 процента. Верховный представитель Евросоюза по иностранным делам Кэтрин Эштон выразила обеспокоенность в связи с сообщениями о массовых нарушениях на выборах в Зимбабве.
11 августа Мугабе произнёс речь по случаю Дня национальных героев, который торжественно отмечается ежегодно в память о погибших в борьбе за независимость в 70-е годы XX века. В своём первом выступлении с момента победы на президентских выборах он сказал, что:
Те, кто проиграл выборы, могут пойти и удавиться, если желают. Даже если они сдохнут, ни одна собака не захочет обнюхать их трупы.
Говоря о своих оппонентах, он, по данным прессы, имел в виду прежде всего Моргана Цвангираи, который подал иск в конституционный суд страны, требуя проверки результатов голосования. Однако, 16 августа Морган Цвангираи отозвал жалобу на результаты выборов, предварительное рассмотрение которой было назначено на 17 августа. По словам представителей Движения за демократические перемены, решение об отзыве жалобы было принято из-за сомнений в справедливости суда: «Этот процесс стал бы пародией на правосудие».
21 августа 2013 года в шестой раз вступил в должность Президента Зимбабве.

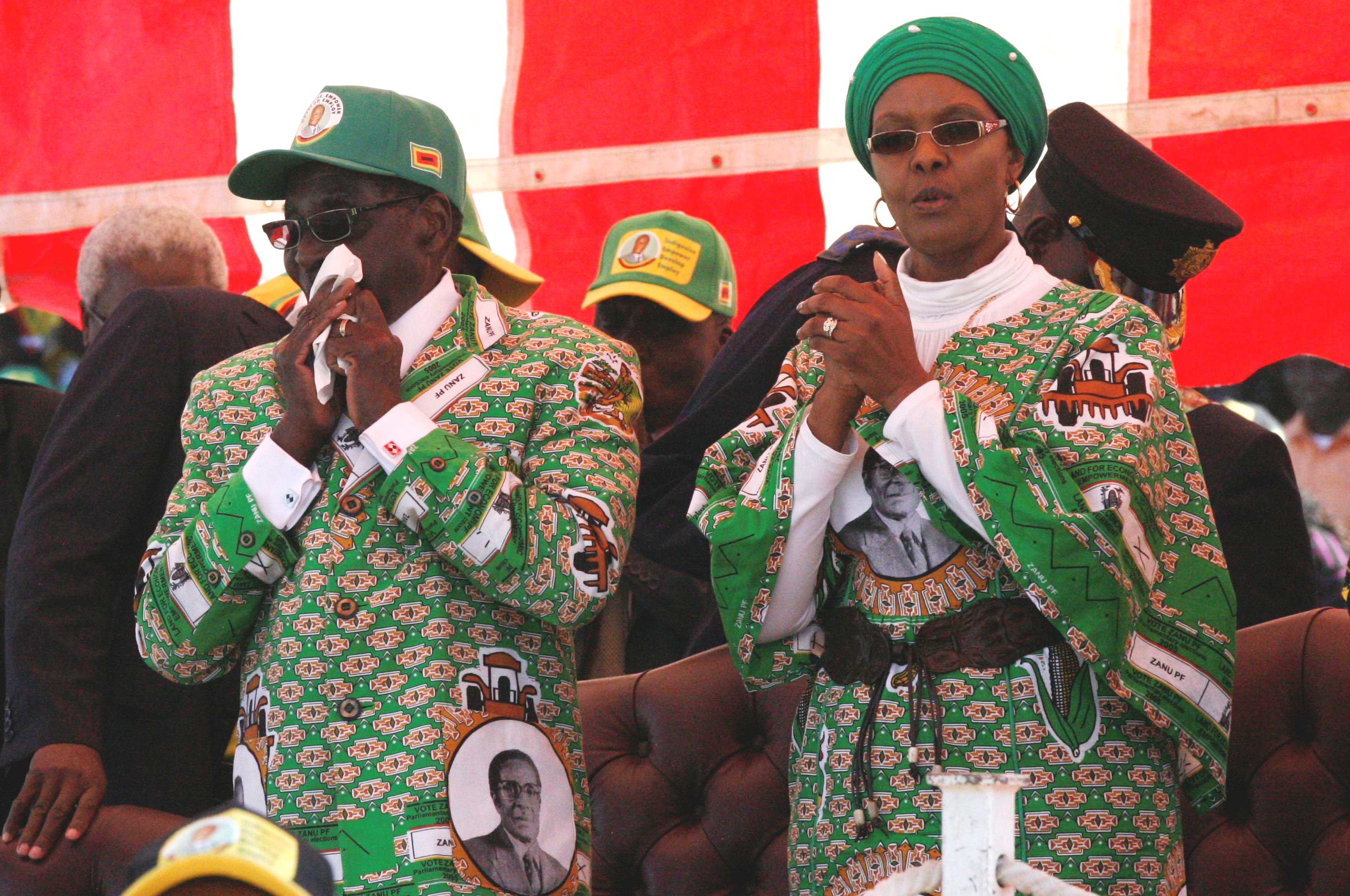
Мугабе и его жена Грейс на митинге в 2013 г.

В декабре 2016 года 92-летний Мугабе выдвинут правящей партией Зимбабве «Зимбабвийский африканский национальный союз» на новый президентский срок.

### На посту заместителя председателя и председателя Африканского союза
31 января 2014 года Роберт Мугабе был избран вице-председателем Африканского союза. Спустя месяц, 1 апреля 2014 года, Роберт Мугабе, заместитель Мохаммеда ульд Абдель Азиза на посту председателя Африканского союза, принял решение бойкотировать саммит Европейского и Африканского союзов из-за «пренебрежительного отношения к Африке», и выступил с призывом к другим членам панафриканской организации бойкотировать встречу в Брюсселе. По утверждению Мугабе, ряд африканских лидеров не были приглашены на саммит, — их заменили представителями государств Северной Африки, вообще не являющихся членами Африканского союза, или же тех государств, чьё членство в организации было заморожено. Возможно, это и было причиной отказа Зимбабве от участия в саммите, однако в СМИ как возможная причина обсуждался и отказ в шенгенской визе супруге президента, а также задержка с отправлением приглашения самому Мугабе.
Четвёртый саммит Европейского союза и Африканского союза под лозунгом «Инвестиции в человеческие ресурсы через процветание и мир» прошёл в Брюсселе 2 и 3 апреля. На встречу были приглашены делегации 90 стран Европы и Африки. Участие в саммите приняли главы государств и правительств по меньшей мере 65 стран двух регионов. В числе основных тем: обсуждение новой концепции европейско-африканского партнёрства и новых сфер сотрудничества регионов на ближайшее будущее, совместная борьба с терроризмом. Страны Европы пообещали «вновь открыть» для себя Африку через внимание к африканским проблемам и помощь в их решении.

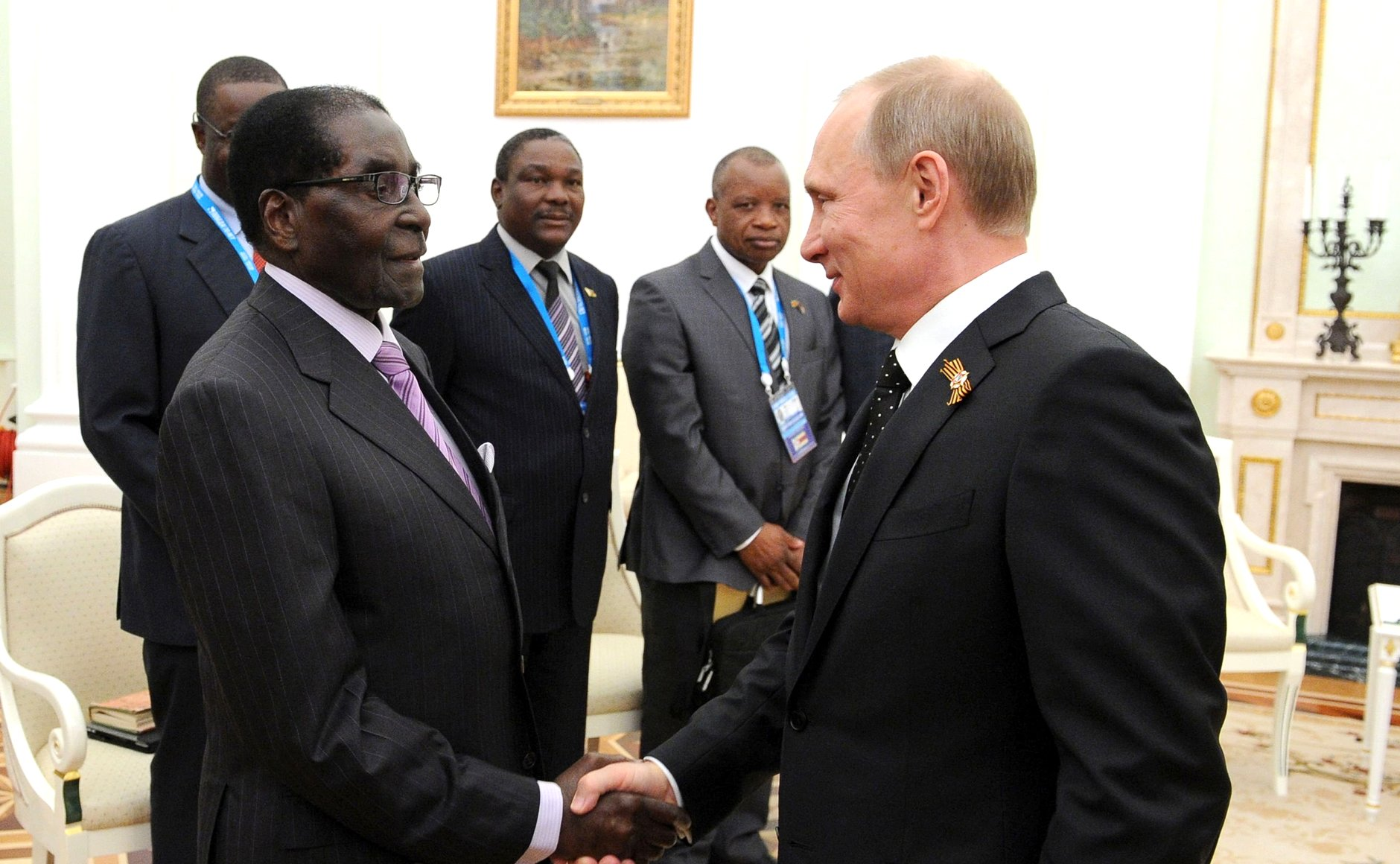
Роберт Мугабе с Владимиром Путиным. Москва, 10 мая 2015 года

После того как Роберт Мугабе сказал, что граждане его страны уподобляются нигерийцам по частоте дачи взяток, в министерство иностранных дел Нигерии для объяснений был вызван сотрудник дипломатической миссии Зимбабве в Абудже Стэнли Кунджек. При этом в коррупционном рейтинге Transparency International из 175 строчек Зимбабве занимает 157-ю позицию, в то время как Нигерия располагается на 144-й, то есть на 13 мест выше.
Во время выступления на стадионе в Хараре по случаю 34-й годовщины независимости страны Роберт Мугабе осудил страны Европы, легализовавшие однополые браки, сказав, что Запад не должен навязывать идеи гомосексуализма остальному миру.
7 декабря 2014 года на 6 съезде ЗАНУ-ПФ Роберт Мугабе переизбран главой правящей партии и назван кандидатом от партии на президентских выборах 2018 года.
9 декабря 2014 года Мугабе освободил от должности вице-президента Джойс Муджуру и семь министров, которых до этого обвинили в заговоре с целью убийства президента. Новыми вице-президентами были назначены Эммерсон Мнангагва и Пелекезела Мпоко.
30 января 2015 года Роберт Мугабе избран председателем Африканского союза сроком на один год.
9 мая 2015 принял участие в торжествах в Москве, посвящённых 70-й годовщине со дня окончания Великой Отечественной войны. 10 мая встретился с Президентом России Владимиром Путиным, выразил поддержку внешней политике России и осудил санкции, введённые западными странами против РФ.
3 сентября 2015 присутствовал на военном параде в Пекине, посвящённом 70-летию Победы во Второй мировой и войне китайского народа с Японией.
29 сентября 2015 выступил на 70-й (юбилейной) сессии Генеральной Ассамблеи ООН, где в очередной раз подверг критике двойные стандарты западных стран, заявив, что его народ никогда не примет навязанные извне ценности.
20 ноября 2015 встретился с Управляющим делами Президента Республики Беларусь Виктором Шейманом, с которым обсудил широкий круг вопросов, относящихся к дальнейшему развитию отношений между двумя странами в области строительства транспортной инфраструктуры, обучения персонала, добычи полезных ископаемых и поставок оборудования и техники для сельского хозяйства и промышленности.
1 декабря 2015 в Хараре провёл переговоры с Председателем КНР Си Цзиньпином. Руководители стран высоко оценили традиционную дружбу между Китаем и Зимбабве, совместно обозначили направления будущего развития двусторонних отношений и достигли важных договорённостей по углублению деятельного сотрудничества.
26 января 2016 года на саммите Африканского союза в Аддис-Абебе выступил с речью, в которой подверг критике генерального секретаря ООН Пан Ги Муна за отсутствие прогресса в предоставлении Палестине статуса государства и в реформе Совета Безопасности всемирной организации.
30 января 2016 года передал пост Председателя Африканского Союза президенту Чада Идрису Деби Итно.

### Переворот 2017 года
14 ноября 2017 года, после того как Мугабе отправил в отставку вице-президента Эмерсона Мнангагву, который считался вероятным преемником главы государства, армейские подразделения перекрыли основные магистрали страны. В ночь на 15 ноября в Хараре было захвачено здание государственной телерадиокомпании ZBC. Также агентство Рейтер сообщило о задержании Игнациуса Чомбо, одного из лидеров партии Зимбабвийский африканский национальный союз.
Судьба Мугабе по состоянию на 15 ноября оставалась неизвестной, при этом генерал-майор Сибусисо Мойо утверждал, что происходящее не переворот, а «взятие ситуации под контроль, направленное против „преступников“, которые окружают действующего главу государства».
18 ноября в стране прошли массовые акции протеста против Мугабе. 19 ноября правящая партия Зимбабве призвала Мугабе подать в отставку, но он вновь отказался. Вечером 21 ноября он объявил об отставке, после того как в парламенте началась процедура импичмента. При уходе с поста он сразу же получил $5 млн, и до конца жизни он ежемесячно получал пенсию в $150 тыс., по соглашению, которое также наделяет его юридическим иммунитетом. Позже стало известно о планах Мугабе переехать в деревню и заниматься сельским хозяйством.
15 марта 2018 года в своём первом интервью после отставки Мугабе заявил, что он был свергнут в результате «государственного переворота», результаты которого должны быть отменены. Он также заявил, что не будет работать с Мнангагвой и назвал его президентство «незаконным» и «неконституционным».

## Здоровье
Состояние здоровья Роберта Мугабе в последнее время было самой горячей темой для обсуждения в Зимбабве. Местными газетами выдвигаются различные версии болезней Мугабе, в частности, что он страдал от рака предстательной железы и постоянно находился в онкологической клинике в Сингапуре. Кроме того, в материалах «WikiLeaks» упоминалось, что в 2007 году у Мугабе был обнаружен рак гортани. О том, что в 2008 году у него было диагностировано онкологическое заболевание, стало известно из дипломатических документов, обнародованных сайтом WikiLeaks. В 2009 году сообщалось, что Мугабе проходил лечение в Сингапуре. Однако официального подтверждения информации о болезнях Мугабе пресса никогда не получала.
25 февраля 2012 года тысячи жителей страны приняли участие в официальном праздновании 88-летия Роберта Мугабе, которое состоялось на футбольном стадионе в городе Мутаре, расположенном на востоке страны. Мероприятия включали конкурс красоты и футбольный матч. Ранее он опроверг сообщения о том, что его здоровье пошатнулось, в частности сказав в телевизионном интервью, что находится в прекрасной форме. В последнее время Мугабе несколько раз ездил в Сингапур, где, как утверждалось, регулярно проходил курс лечения от онкологического заболевания. Однако Мугабе и его ближайшие соратники уже несколько раз заявляли, что он посещал Сингапур не по медицинским показаниям, а ради развития двусторонних связей.
2 марта 2013 года Роберт Мугабе отметил своё 89-летие. Торжественные мероприятия состоялись позже, чтобы дать шанс сторонникам Мугабе выразить свою поддержку. Праздник обошёлся в 600 тыс. долларов и был организован «Движением 21 февраля», которое устраивало торжества в честь дня рождения президента каждый год. Торт массой 89 килограммов был предоставлен алмазодобывающей компанией «Mbada Diamonds». В честь праздника также были выпущены памятные золотые монеты, а по завершении мероприятия в воздух отпустили 89 воздушных шариков. Праздник, на который пришли тысячи человек, прошёл в шахтёрском городе Биндура. Накануне в городе был объявлен короткий рабочий день: жители ушли домой на час раньше, чтобы заняться уборкой улиц.
20 января 2014 года Роберт Мугабе впервые за несколько недель появился на публике, опровергнув таким образом слухи о серьёзном ухудшении его здоровья и даже смерти. 89-летний Мугабе посетил похороны своей сестры Бриджет, скончавшейся на 79-м году жизни.
21 февраля 2014 Роберту Мугабе исполнилось 90 лет. Президент провёл свой день рождения в клинике в Сингапуре. Правительство Зимбабве настаивало на том, что он прошёл там лишь рядовую операцию на глазах.
30 января 2015 года, Роберт Мугабе, приехав на родину из Эфиопии и спускаясь с трибуны после выступления, упал со ступенек, однако был сразу же поднят помощниками, в то время как сотрудники служб безопасности заставили журналистов удалить фотографии с места происшествия.
21 февраля 2015 года, отметив свой 91-й день рождения, Мугабе стал старейшим президентом в мире.
В сентябре 2015 года Мугабе на церемонии открытия парламента выступил с речью, которую уже произносил в прошлом месяце, а 11 декабря 2015 зачитывал не ту речь в течение 30 секунд на ежегодной конференции правящей партии Зимбабвийский африканский национальный союз — Патриотический фронт, пока ему не был вручён нужный текст.
27 февраля 2016 года в Зимбабве прошли торжественные мероприятия, посвящённые 92-летию Роберта Мугабе. Отметить день рождения старейшего в мире президента в районе древних каменных руин Большого Зимбабве пришли десятки тысяч человек, в том числе иностранные дипломаты, школьники, пилигримы и чиновники. Их угостили огромным тортом в виде знаменитых развалин, недалеко от которых и проходило торжество.
В июне 2017 Роберт Мугабе в возрасте 93-х лет, выступая на митинге в городе Чинхои, заявил, что не умирает и не собирается покидать свой пост, отметив, что врачи удивлены его «сильным скелетом».
В декабре 2017 года Мугабе отправился в Сингапур для проведения медицинского осмотра.

## Болезнь, смерть и похороны
Согласно заявлению президента Мнангагве (ноябрь 2018) Мугабе уже не мог ходить и в течение двух месяцев проходил лечение в Сингапуре. В апреле 2019 года Мугабе был госпитализирован в Сингапуре, куда уже совершил несколько поездок для лечения в ходе своего президентства и после свержения. Мугабе скончался 6 сентября 2019 года в 10:40 по стандартному сингапурскому времени в частной сингапурской больнице (Gleneagles Hospital), согласно заявлению старшего зимбабвийского дипломата. Хотя причина смерти не была объявлена официально, президент Мнангагве объявил сторонникам ZANU-PF в Нью-Йорке, что Мугабе умирал от рака и проводимая химиотерапия утратила свою эффективность. Роберту Мугабе было 95 лет.
11 сентября 2019 тело Мугабе было доставлено на борту самолёта в аэропорт его имени в Хараре, тысяча человек собрались, чтобы встретить его тело и выслушать речь президента Мнангагве. Затем тело Мугабе было доставлено в его семейную резиденцию в Бороудейл на закрытую поминальную церемонию, которую посетили его семья и друзья, но не президент Мнангагве. Associated Press сообщила, что сторонники Мугабе не собирались вдоль пути процессии, но в месте его рождения (район Звимба) собралось 500 скорбящих. 13 сентября 2019 года было объявлено, что семья Мугабе приняла предложение правительства о захоронении экс-президента на кладбище Акр национальных героев и об отсрочке похорон на 30 дней. Первоначально его семья отвергла план правительства и собиралась похоронить его в Звимбе 16 или 17 сентября, на день позже срока предложенного правительством.
14 сентября 2019 года на Национальном спортивном стадионе состоялись государственные похороны Мугабе, открытые для публики, согласно аэроснимкам 60 тыс. стадион был заполнен на четверть. Похороны посетили различные африканские лидеры в том числе: Мнангагве, президент Кении Ухуру Кениата, президент ЮАР Сирил Рамафоса.
26 сентября 2019 года Ник Мангвана заявил, что Мугабе должен быть похоронен в своём родном городе Кутама «из уважения к воле семей покойных героев». 28 сентября состоялись похороны на дворе его семейного дома.

## Мнения
В 2007 году протест против Мугабе подписали около двухсот писателей. Среди них Джон Максвелл Кутзее, Надин Гордимер, Гюнтер Грасс, Джон Апдайк, Марио Варгас Льоса, Джон Эшбери и др.
Критике положения Зимбабве при Мугабе посвящена нобелевская речь писательницы Дорис Лессинг (2007).